# Date A Live
Date A Live (яп. デート・ア・ライブ, Dēto A Raibu, укр. Побачення З Життям) — серія ранобе автора Кьоші Тачібани й ілюстраторки Цунако. Серіалізація у журналі Fujimi Fantasia Bunko тривала з 19 березня 2011 до 19 березня 2020. Трансляція першого сезону аніме-адаптації тривала з 6 квітня по 22 червня 2013. Кожен епізод транслювався в нижчій якості на Niconico за тиждень до телепрем'єри. Після закінчення першого сезону оголошено про другий, Date A Live II, що показувався з 11 квітня до 13 червня 2014. Трансляція повнометражного аніме-фільму під назвою Date A Live Movie: Mayuri Judgement відбулася 22 серпня 2014. Трансляція третього сезону, Date A Live III, тривала з 11 січня по 29 березня 2019. 23 вересня 2019 автор ранобе оголосив про те, що четвертий сезон в процесі виробництва, як і аніме адаптація спін-оф ранобе Date A Live Fragment: Date A Bullet під назвою Date A Bullet. Четвертий сезон аніме, Date A Live IV, було офіційно анонсовано 16 березня 2020 з відкриттям офіційного сайту аніме, трансляція тривала з 8 квітня до 24 червня 2022. П'ятий сезон аніме, під назвою Date A Live V, було анонсовано по закінченню четвертого 24 червня 2022.

## Сюжет
У центрі Євразії 30 років тому в результаті невідомого явища, згодом названого «Просторовим розломом», загинуло близько 150 мільйонів людей. Після цього «просторові розломи» меншої сили все ще з'являються в Японії, віщуючи появу істот з іншого виміру, іменованих «Духами». Одного разу під час одного з них Шідо Іцука стикається з таємничою безіменною дівчиною, якій він потім дає ім'я Тока. Від своєї сестри він дізнається, що Тока є одним з «Духів», які відповідальні за «просторові розломи» і загибель людей. Щоб запобігти загрозі для людства, він повинен змусити Току закохатися в нього.

## Персонажі
- Сідо Іцука[7] (яп. 五河 士道)

Центральний чоловічий персонаж. Молодий хлопець з блакитним волоссям вниз до шиї, карими очима, одягнений у свою шкільну форму. Його зріст — 170 см.
Кинутий своєю біологічною матір'ю, він усиновлений сім'єю Іцука в дуже молодому віці, Шідо жив нормальним життям до недавнього часу. На початку серіалу старшокласник випадково натикається на духа-дівчину, відкриває реальні факти та причини боротьби між «прибульцями» й організацією АСТ; Шідо був доставлений в таємну організацію Рататоск, якою командує його молодша сестра. З'ясовується, що тільки він може врятувати духів, але хлопець має справу з протилежною статтю та в нього немає романтичного досвіду.
Має двох маленьких сестер, Которі Іцука (прийомна) та Мана Такамія (рідна). У Шідо та Мани — амнезія про їх минуле, а спогади Шідо і Которі про 5 останніх років стерті.
Дуже добра людина, може співчувати іншим; через ці риси більшість духів закохуються в нього, хлопець може прийняти і зрозуміти їх. Володіє сильною волею і дружньою готовністю прощати інших. Буде намагатися зберегти життя духів, попри великий особистий ризик для себе.
Шідо має таємничу і унікальну здатність запечатати сили Духів в їх власних тілах, яка вперше була виявлена у минулому, коли Которі перетворилася на Духа. Щоб використовувати свої здібності, Дух щодо Шідо повинен відповідати певній умові, наприклад, повинен показати прихильність, довіру, близькість тощо. Коли рівень кохання між Шідо і Духом досить високий, хлопець може заблокувати сили дівчини, цілуючи її в губи. Також Іцука здатний позичати сили духів, що пояснює природу його надзвичайних регенеративних здібностей.
- Тока Ятогамі (яп. 夜刀神 十香)

Центральний жіночий персонаж. Перший дух, врятований Шідо. Дівчина з темно-фіолетовим волоссям, зріст — 155 см, її розміри 84 — 58 — 83. Шідо описує її як «неймовірно красива дівчина». Після прибуття на Землю була одягнена в сукню з чорною та рожевою кольоровою гамою, фіолетову броню, яка прикрашала плечі і талію. Сукня, відкрита ззаду, складалася з чорного корсету (який надавав їй вигляд декольте) і двошарової спідниці до колін з рожево-білим градієнтом. Її волосся зав'язане з використанням аксесуарів (метелика) для волосся. Вона також носить пару рукавичок і пару броньованих чобіт. Після того, як вона вступила у старшу школу Райзен, вона носить шкільну форму.
Коли Тока вперше з'явилася на Землі, вона була холодною, з бездушною поведінкою, насторожено ставилася до людей, тому що вони постійно нападали на неї, поки Шідо не отримав можливість поговорити з нею. Після поцілунка сили Токи заблокували, вона змогла розробити і виражати свої почуття, усвідомити досвід життя на Землі. Ятогамі, як звичайна дівчина, дуже весела й дитяча особистість, що робить її наївною, емоційною, енергійною та легковірною. Вона легко хвилюється, бачачи все на Землі. Оригамі використовувала її наївну природу проти неї кілька разів.
У своїй зворотній формі Тока значно ворожіша, легко може вбити своїх супротивників. Ятогамі втрачає свої останні спогади та вважає, що Шідо хоче її обдурити. Однак, навіть тоді, в Токи є відчуття незрозумілої розгубленості і страху щодо Шідо. Прямого поцілунку достатньо, щоб заспокоїти дівчину та привести її у звичайну форму.
- Которі Іцука (яп. 五河 琴里)

Один із основних жіночих персонажів, учениця середньої школи. Зведена сестра Шідо, таємно працює командиром повітряного корабля Рататоска, що має справу з надзвичайними істотами, відомих як Духи. Має червоні очі і довге волосся зі стрічками. Маючи білі стрічки, вона носить білу уніформу з чорною краваткою, коротку спідницю і довгі панчохи, які досягають половини стегна. Але коли вона носить чорні стрічки, її одяг і особистість змінюються.
За 5 років до початку сюжету молода наївна Которі була обманута таємничою істотою, що перетворила її в Духа. Незабаром після цього вона розповіла про спосіб, щоб запечатати її сили, що й зробив Шідо. Свої внутрішні сили Которі використовує для порятунку брата від Курумі.
Которі має три різні особистості в залежності від ситуації. Як людина, її особистість змінюється в залежності від кольору стрічок, які вона носить: білі стрічки показують її слабкою та делікатною маленькою сестрою, яка дуже залежить від старшого брата; чорні стрічки перетворюють її на сильного самостійного, харизматичного й іноді цинічного лідера, який у змозі успішно командувати дирижаблем. В її духовній формі Которі діє в залежності від кольору стрічок, але якщо вона залишається у цьому вигляді занадто довго, її третя форма починає її контролювати, вона стає агресивною і нещадною машиною для вбивства, які тільки дбає про те, як знищити своїх ворогів.
У Которі глибокі почуття до Шідо незалежно від її поточного стану особистості.
- Оригамі Тобіїчі (яп. 鳶一 折紙)

Один із основних жіночих персонажів, найкраща учениця своєї старшої школи. Майже ніхто не знає, що вона член АСТу за кількома винятками. Дуже досвідчений майстер, але може втратити контроль над емоціями, коли справа доходить до контакту з духами в бою.
Оригамі — людина, яка рідко відкрито говорить з іншими людьми. Вона не сором'язлива, але загалом асоціальна дівчина. У зв'язку з вбивством своїх батьків 5 років тому Оригамі відчуває ненависть і ворожнечу по відношенню до всіх духів.
З невідомих причин Оригамі романтично зацікавлена в Шідо та сильно закохана в нього. Її відданість до нього змушує її розвивати звичку переслідування. Шідо також є єдиною мирною людиною, хто знає, що Оригамі є частиною АСТу.
Перетворюється на Духа в томі 10 і дізнається про існування Фантома. Розуміючи, що дух-фантом зробив духом Которі, вона вирушає в минуле за допомогою Курумі. Вона напала на Фантома незабаром після битви, але розуміє, що причиною смерті батьків є вона сама з майбутнього.

## Медіа

### Ранобе
Date A Live спочатку випущене як ранобе. Автором став Кьоші Тачібана, ілюстратором — Цунако. Перший том випущений 19 березня 2011. Всього в Японії випущено двадцять два томи. Двадцять другий том, випущений 19 березня 2020, став завершальним для основної серії.
При написанні автор використовував канонічні мотиви, тому імена всіх персонажів мають числовий ієрогліф. За версією ресурсу Oricon, в період з 21 листопада 2011 по 18 листопада 2012 року Date A Live потрапило в «TOP 20» найпродаваніших ранобе в Японії, посівши 17 місце з накладом в 300000 примірників.
| №  | Дата виходу       | ISBN                   |
| -- | ----------------- | ---------------------- |
| 1  | 19 березня 2011   | ISBN 978-4-0407-1045-7 |
| 2  | 20 серпня 2011    | ISBN 978-4-0407-1046-4 |
| 3  | 19 листопада 2011 | ISBN 978-4-0407-1050-1 |
| 4  | 17 березня 2012   | ISBN 978-4-0407-1047-1 |
| 5  | 17 серпня 2012    | ISBN 978-4-0407-1048-8 |
| 6  | 20 грудня 2012    | ISBN 978-4-0407-1049-5 |
| 7  | 19 березня 2013   | ISBN 978-4-0407-1030-3 |
| 8  | 20 вересня 2013   | ISBN 978-4-0407-1044-0 |
| 9  | 20 грудня 2013    | ISBN 978-4-0471-2974-0 |
| 10 | 20 травня 2014    | ISBN 978-4-0407-0066-3 |
| 11 | 20 вересня 2014   | ISBN 978-4-0407-0143-1 |
| 12 | 20 червня 2015    | ISBN 978-4-0407-0151-6 |
| 13 | 20 жовтня 2015    | ISBN 978-4-0407-0694-8 |
| 14 | 19 березня 2016   | ISBN 978-4-0407-0695-5 |
| 15 | 17 вересня 2016   | ISBN 978-4-0407-0927-7 |
| 16 | 18 березня 2017   | ISBN 978-4-0407-0928-4 |
| 17 | 19 серпня 2017    | ISBN 978-4-0407-0929-1 |
| 18 | 20 березня 2018   | ISBN 978-4-0407-2565-9 |
| 19 | 18 серпня 2018    | ISBN 978-4-0407-2821-6 |
| 20 | 20 березня 2019   | ISBN 978-4-0407-2822-3 |
| 21 | 19 жовтня 2019    | ISBN 978-4-04-073267-1 |
| 22 | 19 березня 2020   | ISBN 978-4-04-073581-8 |

### Манґа
Манга-адаптація Date A Live з ілюстраціями Рінго вийшла у світ 16 квітня 2012. У зв'язку з тим, що у Рінго були проблеми зі здоров'ям, манга скасована після 6 глав. Адаптація закінчилася на етапі, коли у Шідо перше побачення з Токою.
Нова манга-адаптація почалася з серіалізації в січні 2014 у журналі Shōnen Ace з ілюстраціями Секіхіко Інуі. Нещодавно було оголошено, що третій том манги буде останнім.

### Аніме
Режисером аніме став Кейтаро Мотонага, продюсером — AIC PLUS+. Серіал транслювався на Niconico у нижчій якості кожного тижня до телепрем'єри. Перший епізод показаний 31 березня та випущений на Tokyo MX 6 квітня 2013. Фінальний, 12-й епізод, випущений на Niconico 16 червня і показаний на Tokyo MX 22 червня.
Опенінг «Date A Live» (яп. デート・ア・ライブ) виконує Sweet Arms, перший ендінг «Hatsukoi Winding Road» — Кайоко Цуміта, Рісако Мураі та Мідорі Цукімія; «Save The World», «Save My Heart» і «Strawberry Rain» (яп. ストロベリーレイン) — Іорі Номідзу.
Трансляція другого сезону розпочалася у квітні 2014 р. Опенінг Sweet Arms — «Trust in You», ендінг Садохара Каорі — «Day to Story».
Трансляція третього сезону розпочалась у січні 2019 р. Опенінг Sweet Arms — «I swear», ендінг Ямадзакі Ері — «Last Promise».
Трансляція четвертого сезону розпочалася у квітні 2020 р.
Одразу по завершенні було анонсовано п'ятий сезон.

### Фільм
Анімаційний фільм 2015 р. Date A Live: The Movie — Mayuri Judgement зображав події одразу після завершення другого сезону. Касові збори в усьому світі сумарно перевищили $200 тис.

## Сприйняття
Перший том першого сезону аніме посів восьме місце серед Blu-Ray продажів в Японії протягом свого дебютного тижня в чартах Oricon. Гра Date A Live: Rinne Utopia отримала 23 340 фізичних роздрібних копій серед продаж у перший тиждень релізу в Японії.